# (296577) Arkhangelsk
(296577) Arkhangelsk est un astéroïde de la ceinture principale.

## Description
(296577) Arkhangelsk est un astéroïde de la ceinture principale. Il fut découvert le 11 septembre 2009 à Zelenchukskaya Station par Timur V. Kryachko. Il présente une orbite caractérisée par un demi-grand axe de 3,11 UA, une excentricité de 0,19 et une inclinaison de 16,5° par rapport à l'écliptique.

## Compléments